# انسولین ان‌پی‌اچ

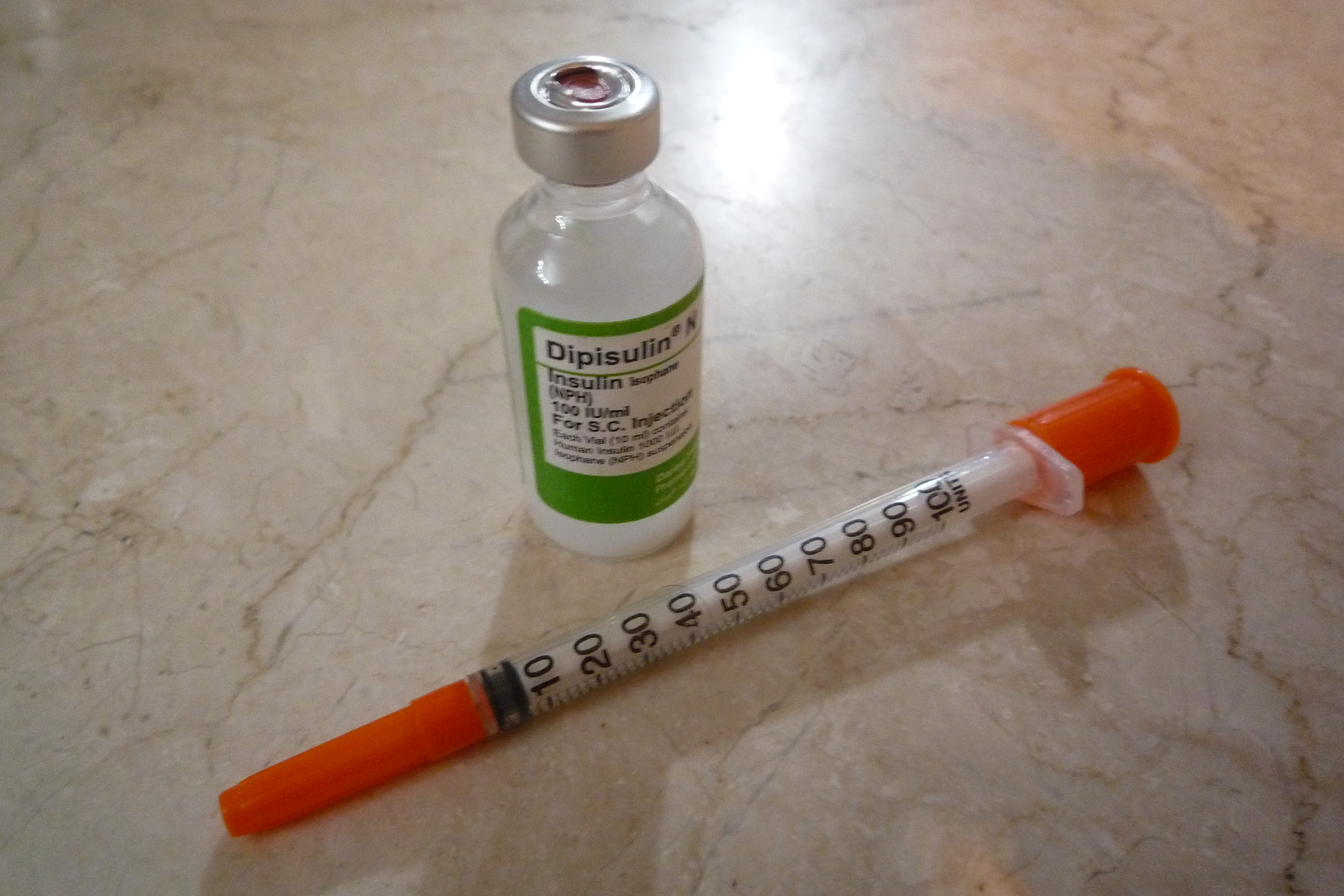
انسولین و سرنگ

انسولین ان پی اچ NPH insulin که به عنوان انسولین ایزوفان نیز شناخته می‌شود یک انسولین نیمه صناعی با طول اثر متوسط است. این دارو در افراد مبتلا به دیابت برای کنترل سطح قند خون بکار می‌رود. NPH مخفف Neutral Protamine Hagedorn ( انسولین پروتامین خنثی هاگدورن ) است. در سال ۱۹۳۶ هنگامی که کارخانه Nordisk با افزودن پروتامین خنثی به انسولین رگولر موفق به ساخت انسولین خوکی ایزوفان شد، نام NPH برای این دارو انتخاب گردید.

## تاریخچه
در سال ۱۹۳۶، هانس کریستین هاگدورن Hans Christian Hagedorn و نورمن جنسن B. Norman Jensen کشف کردند که با افزودن پروتامین به دست آمده از منی یا غدد تناسلی ماهی قزل آلای رودخانه‌ای نر به انسولین، مدت اثر بخشی انسولین تزریقی طولانی تر خواهد شد. این محلول برای تزریق باید PH خنثی (pH ۷ ) داشته باشد.
در سال ۱۹۴۶، کارخانه داروسازی Nordisk موفق به تولید کریستالهای پروتامین و انسولین شد و آن محصول را در سال ۱۹۵۰ به عنوان انسولین NPH به بازار عرضه کرد. مزیت انسولین NPH در این است که می‌توان آن را با انسولین‌های سریع اثر تر مخلوط کرد.